# SV Texel

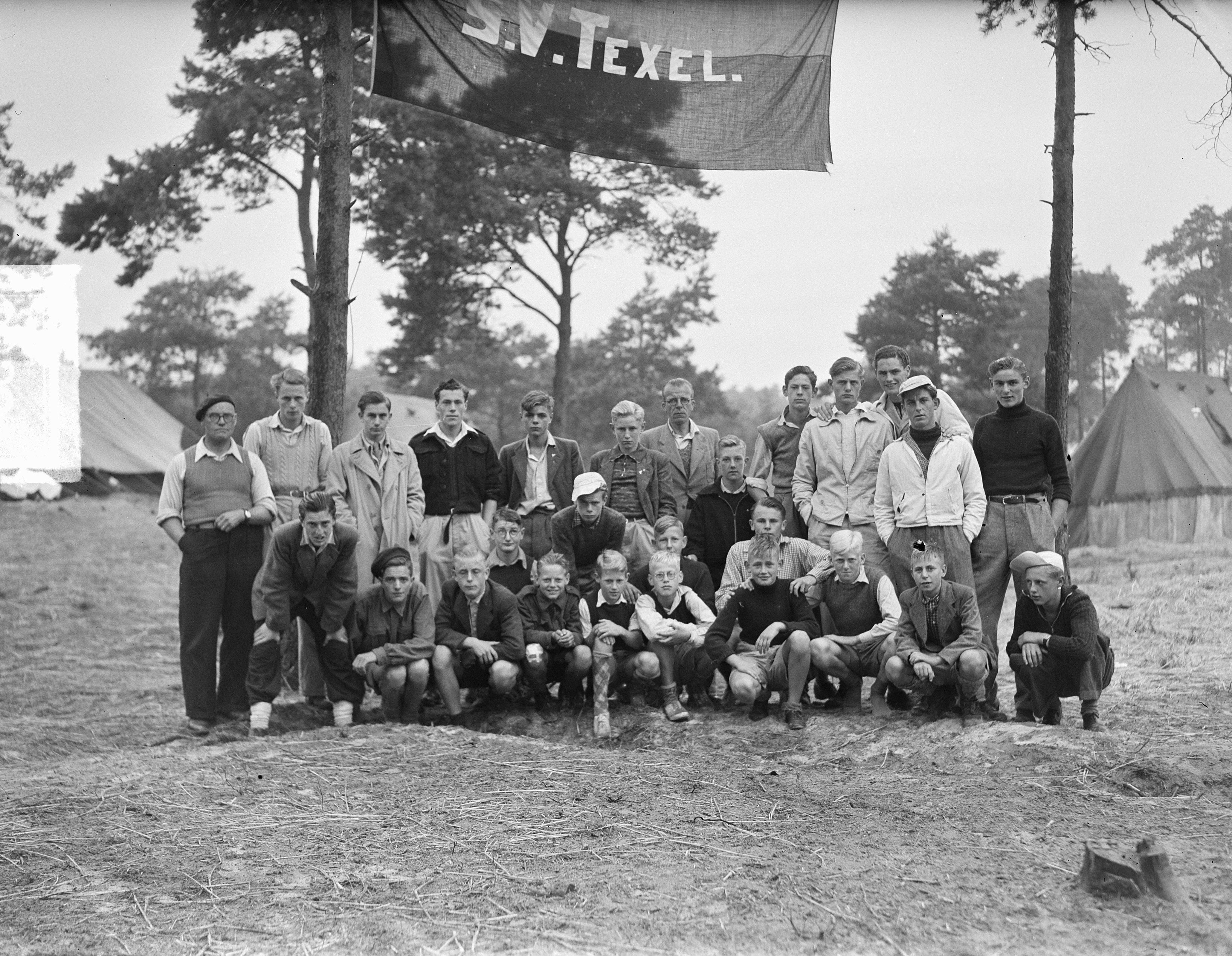
S. V. Texel in 1949

Sportvereniging Texel was een Nederlandse voetbalclub uit Den Burg op het eiland Texel. De club werd opgericht op 14 mei 1912. De clubkleuren waren rood en wit. In 1994 ging de club een fusie aan met VV Texelse Boys. De nieuwe fusieclub ging verder onder de naam VV Texel '94.

## Historie
Nadat met Texalia in 1911 al mislukte pogingen waren ondernomen om tot een sportvereniging te komen, werd Sportvereeniging Texel opgericht op 14 mei 1912 met als takken voetbal, korfbal en tennis. 
De door dr. H. Over geleide oprichtingsvergadering in Hotel Texel trok 80 belangstellenden en de voetballers van Texalia sloten zich aan bij deze sportvereniging. Het eerste bestuur bestond uit burgemeester Egbertus Gerrit Gaarlandt (erevoorzitter), H. Over (voorzitter), J. Room, D. Dros en P. Plaatsman. Het korfbal en tennis kwam spoedig op een laag pitje te staan, voetbal werd populair, maar vooralsnog nam Texel niet deel aan de bondscompetitie. Wel werden er regelmatig wedstrijden gehouden tegen clubs uit Den Helder en Alkmaar. Het eerste elftal dat werd geformeerd bestond voor een deel uit leerlingen van de Zeevaartschool en een deel uit inwoners van Texel, zoals P. Plaatsman, G. Dros, Dirk Parlevliet, Joh. Schrama, Gerrit Kikkert, J. Keijser en Albert Dros.
SV Texel schreef zich in bij de Noordhollandsche Voetbalbond en deed mee aan de Gouden Kruiswedstrijden. Alcmaria Victrix, Stormvogels, HRC, HFC Helder en AFC Ajax behoorden tot bekende tegenstanders.
In 1932 werd Texel kampioen van de Eerste Klasse C en daarna tevens Algemeen kampioen van Noord-Holland. Hierop stroomde SV Texel in bij de clubs in de Vierde klasse van de KNVB. De populariteit van de groen-zwarten groeide.
Texel slaagde er in 1937 zowaar in andermaal kampioen te worden en te promoveren naar de Derde klasse. Dit was van korte duur want al na een seizoen degradeerde SVT terug naar de Vierde klasse.
In de jaren dertig werd aan atletiek gedaan en een tijdlang was ook een handbalafdeling actief. De sportvereniging Texel, destijds opgericht om meerdere sporten te beoefenen, werd echter uitsluitend een voetbalvereniging.
De oorlogsperiode was moeilijk. Al tijdens de mobilisatie werd het normale competitieverloop verstoord. Meerdere spelers lieten als gevolg van de oorlog het leven en het reizen naar het vasteland werd onmogelijk gemaakt, mede door mijnengevaar op zee. Hierdoor kwam er een Texelsche Noordcompetitie tot stand, die door de omstandigheden goedkeuring van de KNVB en de NHVB had verkregen. SV Texel behaalde een derde plaats in de Afdeling A.
Kort na de oorlog was SV Texel gefuseerd met SVC, maar dit was van korte duur. In 1961 degradeerde Texel naar de Eerste klasse NHVB.
In augustus 1994 hadden de besturen van SV Texel en VV Texelse Boys een overeenstemming bereikt over het samenvoegen van beide verenigingen. Na afloop van het seizoen 1994/95 bestond SV Texel niet meer, om daarna vanaf 1 juni 1995 verder te gaan als de nieuwe Voetbalvereniging Texel '94.

## Competitieresultaten 1933–1994
| 3 2D |

| 2 1C |

| 4 1C |

|  |

| 1 1C |

| 5 4A |

| 6 4A |

| 3 4A |

| 2 4A |

| 1 4A |

| 10 3A |

| 3 4A |

| 3 A |

|  |

|  |

| 2 4A |

| 2 4A |

|  |

| 6 4A |

| 2 4A |

| 2 4A |

| 4 4A |

| 5 4A |

| 1 4B |

| 3 4A |

| 5 4A |

| 8 4A |

| 6 4A |

| 2 4A |

| 7 4A |

| 9 4A |

| 3 4A |

| 3 4A |

| 11 4A |

| 1 1C |

| 8 4A |

| 9 4A |

| 6 4A |

| 8 4A |

| 8 4A |

| 9 4A |

| 11 4A |

| 9 4A |

| 6 4A |

| 7 4B |

| 4 4B |

| 3 4B |

| 12 4B |

| 5 |

| 3 |

| 2 |

| 7 4B |

| 12 4A |

| 3 |

| 7 4A |

| 3 4A |

| 4 4A |

| 6 4A |

| 2 4A |

| 3 4A |

| 6 4A |

| 1 4A |

| 6 3A |

| 11 3A |

| 1 4A |

| 3 3A |

| 11 3A |

| Derde klasse KNVB | Vierde klasse KNVB | Hoofdklasse NHVB | Eerste klasse NHVB | Tweede klasse NHVB | Noodcompetitie |

In elke staaf van de grafiek staat van boven naar beneden vermeld: 
- Eindnotering

Dit is de positie die de club heeft bereikt in de competitie, zonder eventuele beslissings-, play-off- of nacompetitiewedstrijden die nodig zijn geweest om bijvoorbeeld de kampioen van de competitie te bepalen.
Indien een * achter het getal staat is de notering een tussenstand en kan het zijn dat de notering niet overeenkomt met de uiteindelijke eindstand van de competitie.
Staat er een - dan is het seizoen nog bezig en is er geen definitieve uitslag bekend.
Staat er xx op de positie van de notering, dan heeft de club vroegtijdig de competitie verlaten. Dit kan onder andere komen door terugtrekking van het team, faillissement van de club of door een uitgedeelde straf van de KNVB. In veel gevallen staat elders in het artikel de reden vermeld.
Staat er een ? dan is het resultaat uit het verleden onbekend, en is alleen de competitie of het niveau bekend van dat seizoen.
In de seizoenen 2019/20 en 2020/21 werd wegens de coronacrisis het amateurvoetbal afgebroken. Daardoor kennen deze staven geen eindklassering (middels -- weergegeven).
- Competitieniveau en afdelingsletter of Officiële eindstand Eredivisie
  - Competitieniveau en afdelingsletter

Hierbij geeft het getal het niveau weer, dat ook terug te vinden is in de legenda. De letter is de afdelingsaanduiding en wordt gebruikt wanneer er meer afdelingen zijn op hetzelfde niveau. De afdelingsletter is altijd een hoofdletter en wordt meestal zonder nummer gebruikt.
Voorbeeld: 2F is niveau 2e klasse competitie F.
Het competitieniveau en nummer wordt niet vermeld wanneer er slechts één competitie van dit niveau was.
  - Officiële eindstand Eredivisie (getal staat tussen haakjes vermeld)

Sinds de introductie van play-offwedstrijden voor Europees voetbal na afloop van de reguliere competitie in 2005/06, is de KNVB verplicht een eindstand van de Eredivisie door te geven aan de UEFA aan de hand van deze play-offwedstrijden.
Bij deze eindstand staan clubs die zich hebben gekwalificeerd voor Europees voetbal hoger dan clubs die zich niet wisten te kwalificeren. Indien er geen verschil was tussen de eindnotering en de officiële eindstand, staat dit getal niet vermeld.

- Onderafdeling

Hier staat afgekort de naam van de onderafdeling indien de club in dat jaar in een onderafdeling uitkwam. Tevens staat deze afkorting in de legenda en wordt gelinkt naar het artikel over deze onderafdeling. Deze afkorting wordt alleen vermeld wanneer de club in het verleden in verschillende onderafdelingen heeft gespeeld. Deze vermelding is in de staaf altijd in kleine letters. Deze onderafdelingen zijn na het seizoen 1995/96 afgeschaft. Heeft de club in slechts één onderafdeling gespeeld, dan is dit alleen terug te vinden in de legenda.
Onder de staaf staat het jaartal vermeld waarin het seizoen is afgesloten. 15 verwijst naar het seizoen 2014/15 of eventueel het seizoen 1914/15.
Wanneer een staaf leeg is, zijn deze gegevens niet bekend. Het kan ook zijn dat de club dat seizoen niet heeft meegespeeld op het hogere amateurniveau, vroegtijdig de competitie heeft verlaten of uit de competitie is gezet.

In het seizoen 1944/45 was er wegens de Tweede Wereldoorlog geen regulier competitievoetbal.

## Erelijst
| Competitie                  | Winnaar | Winnaar                | Runner up | Runner up                                |
| Competitie                  | Aantal  | Jaren                  | Aantal    | Jaren                                    |
| --------------------------- | ------- | ---------------------- | --------- | ---------------------------------------- |
| Nationaal (KNVB)            |         |                        |           |                                          |
| Vierde klasse               | 4×      | 1937, 1951, 1989, 1992 | 7×        | 1936, 1943, 1944, 1947, 1948, 1956, 1986 |
| Provinciaal (NHVB)          |         |                        |           |                                          |
| Noordhollands kampioenschap | 1×      | 1932                   |           |                                          |
| Hoofdklasse                 |         |                        | 1×        | 1978                                     |
| Eerste klasse               | 2×      | 1932, 1962             |           |                                          |

## Bekende (ex-)spelers
- Martin Koorn